# Марина Максиміліан-Блюмін
Мари́на Максиміліан-Блю́мін (15 грудня 1987, Дніпропетровськ) — ізраїльська акторка, модель, співачка. Зайняла друге місце у ізраїльському телеконкурсі «Кохав Нолад-5».

## Біографія
- Мати — Алла Блюмін, професійна піаністка.
- Батько — Ігор Блюмін.
- Старший брат — Вадим.

У 1990 р. родина Марини репатріювала до Ізраїлю. З п'яти років Марина займалась з мамою грою на фортепіано та співала в хорі у музичній школі Тель-Авіва, де працювала Алла Блюмін.
Брала уроки по вокалу.
5 червня 2012 року взяла шлюб з Амітом Карні, церемонія одруження відбулась в Тель-Авіві

## Акторська діяльність
Снялась в серіалах:
- «Тімрот Ашан» 2009–2011 р.[6]
- «Діти Премьер-Міністра» 2010 р.[7] Грає секретаря голови ізраїльського уряду Алін Мілер[8]

Брала участь у зйомках теленовели «Хасуфім» та драмі «Сюзана Хабохія».

## Модель
Знімалась для модного ізраїльського бренду Comme Il Faut.

## Співачка
З 14 років Марина почала виступати в барах та клубах, на розігріві перед відомими ізраїльськими виконавцями. Після знайомства з Рікі Бірманом відкрила для себе джаз.
У 2008 р. брала участь у благодійному концерті для поранених солдат ЦАХАЛу.
У 2009 р. брала участь у концерті, присвяченому 60-річчю відомому ізраїльському співакові, кіноакторові та композиторові Кобі Рехту.
У 2011 р. дала концерт разом з Гілею Шахата.

## Цікаві факти
- У 2008 р. Егуд Барак викреслив Марину із списку співаків, які мали виступати перед дітьми співробітників міноборони, у зв'язку з тим, що вона не служила в армії[12].
- У 2009 р. попросила викреслити її кандидатуру зі списку претендентів на конкурс «Євробачення»[9].
- У 2009 р. зайняла перше місце серед 50 ізраїльських зірок і стала символом ізраїльської жіночності за рейтингом журналу «Пнай плюс»[13].